# Bureta
Bureta – gmina w Hiszpanii, w prowincji Saragossa, w Aragonii, o powierzchni 11,91 km². W 2011 roku gmina liczyła 268 mieszkańców.